# Ovelheiro gaúcho
Ovelheiro gaúcho är en hundras från delstaten Rio Grande do Sul i Brasilien. Den är en vallhund som traditionellt använts av gauchos på norra delen av Pampas. Rasen är inte erkänd av Fédération Cynologique Internationale (FCI) men är nationellt erkänd av den brasilianska kennelklubben Confederação Brasileira de Cinofilia (CBC).